# Reacció redox orgànica

Un exemple de reacció redox orgànica: la reducció de Birch

Les reduccions orgàniques, les oxidacions orgàniques o les reaccions redox orgàniques són reaccions redox en les que intervenen compostos orgànics com reactius.
En química orgànica, les oxidacions i reduccions són diferents de les reaccions redox normals, perquè moltes d'aquestes reaccions porten el nom d'oxidació i reducció però en realitat no impliquen la transferència d'electrons en el sentit electroquímic de la paraula.

## Estats d'oxidació
Seguint les regles de determinació del nombre d'oxidació per a un àtom de carboni individual s'arriba a
| Estat d'oxidació | Grup funcional i/o exemples                |
| ---------------- | ------------------------------------------ |
| -IV              | Alcans                                     |
| -II              | Alquens, Alcohols, Halurs d'alquil, Amines |
| 0                | Alquins, Cetones, Aldehid, Diols geminals  |
| +II              | Àcids carboxílics, Amides, cloroform       |
| +IV              | diòxid de carboni, tetraclorometà          |

## Reduccions orgàniques
Hi ha diversos mecanismes de reacció per a les reduccions orgàniques:
- Transferència directa d'electrons en la reducció d'un electró com, per exemple, en la reducció de Birch.
- Transferència d'hidrur en la reducció, com per exemple, el desplaçament d'hidrur de liti i alumini o d'un hidrur com en la reducció de Meerwein-Ponndorf-Verley
- Reduccions d'hidrogen amb un catalitzador, tal com el catalitzador Lindlar o el catalitzador Adkins o en reduccions concretes com la reducció Rosenmund.
- Reacció de desproporció com la reacció de Cannizzaro

Entre les reduccions en les que només es reflecteix el canvi d'estat d'oxidació s'inclou la reacció de Wolff-Kishner.

## Oxidacions orgàniques
Hi ha diversos mecanismes per explicar les reaccions d'oxidació orgànica:
- Transferència individuals d'electrons
- Oxidacions a través d'intermediaris èster amb àcid cròmic o diòxid de manganès
- Transferència d'àtoms dhidrogen com en l'halogenació per radicals lliures
- Oxidació amb oxigen (combustió)
- Oxidació amb participació de l'ozó en l'ozonòlisi i peròxids
- Oxidacions en les que intervé un mecanisme de reacció d'eliminació, com l'oxidació de Swern, l'oxidació de Kornblum i amb reactius com l'àcid IBX i el periodinà de Dess-Martin.
- Oxidació per radicals nitròxid, sal de Fremy o TEMPO